# Diciembre (canción)
Diciembre es la segunda canción del 7° álbum de estudio del grupo español La Oreja de Van Gogh titulado El planeta imaginario, ha sido elegida como el segundo sencillo del mismo. La canción con la letra se publicó el 28 de octubre de 2016 por la plataforma oficial de YouTube del grupo. Como sencillo, su videoclip oficial se estrenó el 14 de marzo de 2017.

## Posiciones España
| Posición | 23 | 18 | 17 | 18 | 17 | 24 | 32 | 17 | 20 | 40 | 38 | 46 | 47 | 47 | 45 |

| Posición | 48 | 44 | 30 | 25 | 24 | 21 | 26 | 29 |

| Posición | 1 |

| Posición | 1 |

## Posiciones en México
| Posición | 4 |

## Posiciones en Argentina
| Posición | 15 | 14 | 13 | 12 | 11 | 11 |

- Datos: Q28785532